# MC Serch
MC Serch (* 6. Mai 1967; bürgerlich Michael Berrin) ist ein US-amerikanischer Rapper und Musikproduzent mit jüdischen Wurzeln.

## Werdegang
International bekannt wurde Serch durch sein Mitwirken bei der Hip-Hop Gruppe 3rd Bass. Nach drei relativ erfolgreichen Alben startete er 1992 mit seinem Album Return of the Product seine Solokarriere. Einer der Titel, Here It Comes, erreichte Platz 1 der Billboard Hot Rap Tracks. Kurz darauf war er als Produzent an Nas’ Album Illmatic beteiligt. Er arbeitete ebenso an dessen zweitem Album It Was Written.
Serch verhalf dem Rapper O.C. zum Start von dessen Karriere zu einem millionenschweren Vertrag bei Wild Pitch Records. Aufmerksam auf ihn wurde Serch, als er OC's Feature auf dem Song Fudge Pudge von Organized Konfusion hörte.
Seit dem Ende seiner Laufbahn als Musiker arbeitet Serch nur noch im Producing-Bereich und gilt dort als sehr erfolgreich. Er besitzt zudem eine eigene Promotion Agentur, Serchlight Promotions. Dazu spielte er im Film It’s Showtime (Bamboozled) von Regisseur Spike Lee ein Mitglied der erfundenen Band Mau Maus.
2006 war Serch Moderator der Sendung VH1 Ego Trip's The (White) Rapper Show, in der zehn weiße Rapper um 100.000 US-Dollar kämpfen. Er war ebenfalls Moderator der zweiten Staffel „VH1 Ego Trip's: Miss Rap Supreme“, dort kämpfen allerdings 10 weibliche Rapper um 100.000 US-Dollar.

## Diskografie

### Alben
- 1989: The Cactus Album (mit 3rd Bass) (Def Jam Records)
- 1990: Cactus Revisited (mit 3rd Bass) (Def Jam)
- 1991: Derelicts of Dialect (mit 3rd Bass) (Def Jam)
- 1992: Return of the Product (Def Jam Records)
- 2007: Many Young Lives Ago: The 1994 Sessions (Serchlite Music)

### Singles
- 1987: Hey Boy (als MCSerch, mit K. Love und Tony D.) (Idlers)
- 1992: Back To The Grill (Chaos Recordings, Def Jam)
- 1992: Daze In A Weak (Promo, Def Jam)
- 1992: Here It Comes (Chaos, Def Jam)